# 보지스와프실롱스키

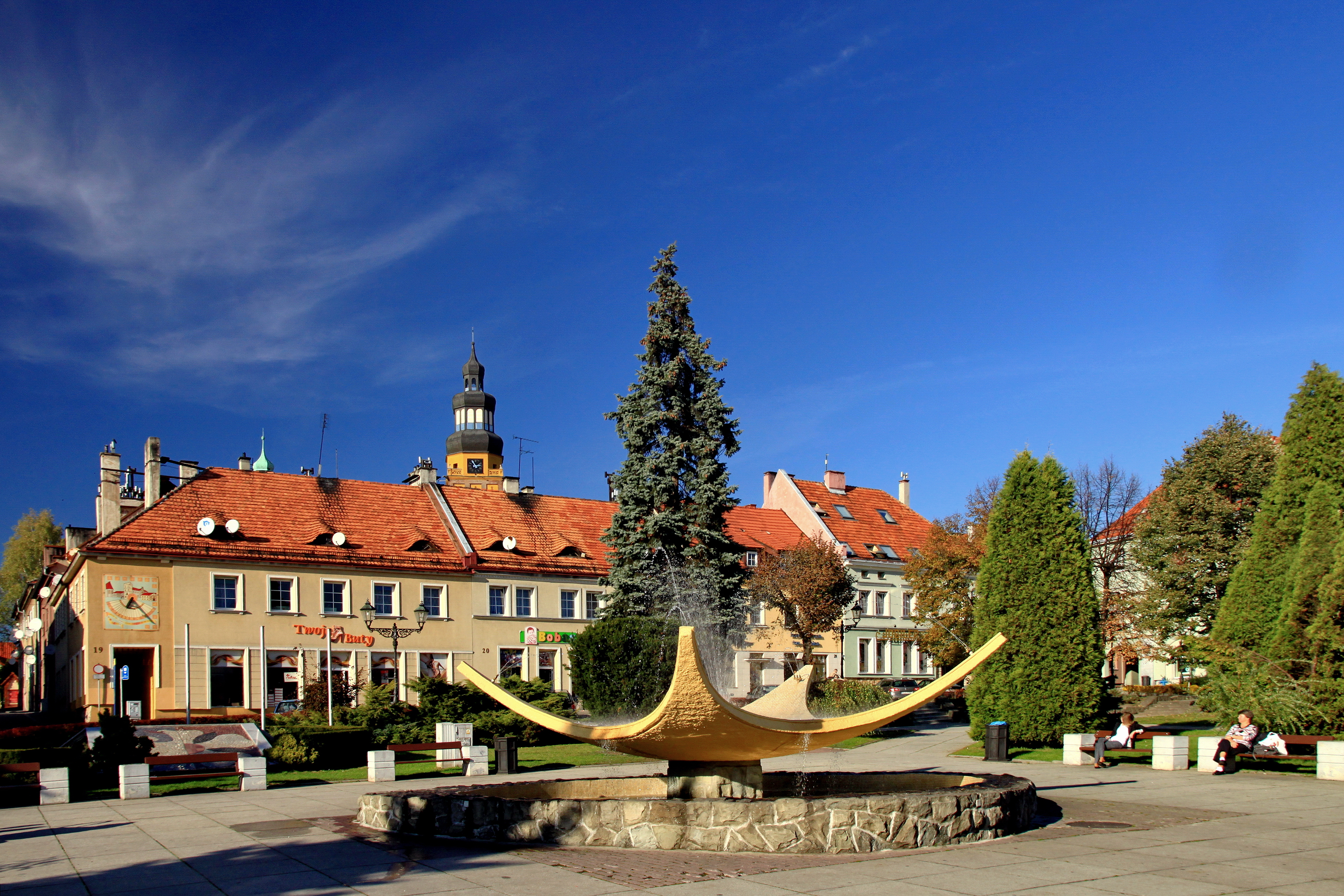
보지스와프실롱스키

보지스와프실롱스키(폴란드어: Wodzisław Śląski)는 폴란드 남부 실롱스크주에 위치한 도시로 면적은 49.62km2, 높이는 290m, 인구는 49,353명(2012년 기준), 인구 밀도는 990명/km2이다. 크라쿠프에서 서쪽으로 약 100km 정도 떨어진 곳에 위치한다.

시기
시 문장